# محمد إبراهيم البدوي
الشيخ المقرئ محمد بن إبراهيم بن حسين البدوي عالم قراءات مصري وصاحب أعلى سند قرآني في العالم، ولد ونشأ بقرية كفر السودان بمدينة دسوق بشمال مصر. حفظ القرآن الكريم علي يد الشيخ المقرئ المعمر : الفاضلي علي أبو ليلة، وسنده يمتد إلى النبي محمد. وسبب علو سنده أنه يصل إلى الإمام ابن الجزري بعد 11 شيخ فقط، وهذا هو أعلى الأسانيد امتداداً إلى النبي محمد على مستوى العالم.

## نشأته العلمية
نشأ الشيخ محمد البدوي في قرية كفر السودان بدسوق وسط أسرة متدينة متوسطة الحال، والتحق في صغره بكُتاب الشيخ محمود غازي، ثم انتقل إلى كُتاب الشيخ/ علي المغيبيني، وأخيرًا كُتاب الشيخ/ سيد ما د ن ، وكان مع ذلك يعمل في الفلاحة مع إخوانه، حتى أتم حفظ القرآن الكريم في حدود الثامنة عشرة من عمره، حيث سمع من بعض المشايخ عن مقرئ كبير السن في مسجد إبراهيم الدسوقي يقرئ الناس القرآن والقراءات ويأتيه الناس من كل مكان ومن مختلف الفئات، فتاقت نفسه للقراءة عليه وتلقي هذا العلم على يديه، وهذا الشيخ هو المقرئ المعمر/ الفاضلي بن علي أبو ليلة الدسوقي ، فذهب إليه وعمره آنذاك عشرون عامًا تقريبًا، وعمر الشيخ قريب من المائة، فلازمه ملازمة تامة وقرأ عليه القرآن الكريم برواية حفص أربع ختمات، منها ختمة بقصر المنفصل، ثم رغب في جمع القراءات السبع على الشيخ
مثل بعض زملائه، فاشترط عليه الشيخ حفظ متن الشاطبية أولًً، فبدأ في حفظها وتسميعها على الشيخ وهو يشرحها له، وفي أثناء حفظه لها قرأ عليه ختمة برواية ورش عن نافع للاستفادة من الوقت، ثم بدأ جمع القراءات السبع على الشيخي ، وكان يطالبه باستحضار الشواهد من الشاطبية ويسأله عنها، وكان زميله في القراءة الشيخ محمد الغلبان القارئ بدسوق، وبعد إكمال الختمة أجازه الشيخي ، وكان الشيخي -
يثني على الشيخ محمد البدوي كثيرًا لًجتهاده وحرصه وملازمته له، وكان يقول له: أنت ستجلس مكاني يا شيخ محمد... وكان مقدار التسميع في كل يوم ربعًا واحدًا جمعًا أو إفرادًا، وكانت المسافة بين قريته ومكان الشيخ حوالي ستة كيلو مترات يمشيها على قدمه ذهابًا وإيابًا،  ويستثمرها في تحضير ما سيقرؤه على الشيخ.
ثم رجع إلى القرية كفر السودان وافتتح كُ ت ابًا لتحفيظ القرآن الكريم لمدة ثلاث سنوات،  ثم علم أن هناك معهدًا للقراءات في مدينة دمنهور بمحافظة البحيرة، فتقدم للالتحاق به واختبروه فنجح وتم قبوله بالمعهد، وعمره آنذاك خمسة وعشرون عامًا، فسكن في دمنهور ولًزم الحضور بهذا المعهد، فحصل على شهادة التجويد ثم العالية ثم التخصص في القراءات، وكان ترتيبه السادس في كل من العالية والتخصص، ثم التحق بكلية الدراسات الإسلامية حتى وصل إلى السنة الثالثة ولم يكمل، وكان مالكي المذهب في الدراسة ثم اختار المذهب الحنفي.
وتقدم بشهادة المعهد وتعين مقيمًا للشعائر بوزارة الأوقاف لمدة سبع سنوات، وبعدها تعاقد
مع مدارس التحفيظ بالسعودية عام 0494 م، وسافر للعمل بها محفظًا ومدرسًا للتجويد لطلبة
الًا بتدائي والمتوسط والثانوي إلى أن تقاعد، ويعمل حاليًا إمامًا بمسجد الصقلي بمدينة 
النماص بمنطقة عسير جنوب المملكة العربية السعودية.

## شيوخه
-الشيخ/ محمود غازي والشيخ/ علي المغيبيني والشيخ/ سيد مادن: حفظ عليهم في
عدة كتاتيب بقريتهم كفر السودان.
- الشيخ المقرئ المعمر/ الفاضلي بن علي أبي ليلة الدسوقي: قرأ عليه أربع ختمات
بحفص منها ختمة بالقصر من الطيبة ثم ختم عليه القرآن برواية ورش ثم ختمه
بالقراءات السبع وأجازه.
- العلامة المحدث المسند/ محمد إسرائيل الندوي السلفي ) 
أجاز لشيخنا محمد البدوي عامةَ باستدعاء فضيلة
الشيخ عبد السلام الفَيلَكاوي والفقير مصطفى شعبان.

## سلسلة إسناد الشيخ في القرآن الكريم
قرأ الشيخ المقرئ/ محمد البدوي القرآن الكريم بالقراءات السبع من الشاطبية على:
الشَّيخِ المقرئِ المعمَّرِ / الفاضِلِيِّ بنِ علِيِّ بنِ أبِي ليْلة الدسُوقِيِّ المالِكِيِّ [1])ت 1383 ه ، وهُو علَى: ] 2[ الشَّيخِ/ عبدِ الله بنِ مُحمَّدِ بنِ عبدِ العظيمِ الدسُوقِيِّ المالكيِّ [2])كان حيا 1223 ه(، وهُو علَى:
5[ علِيٍّ ا لحدَّادِيِّ المالكيِّ الأزهريِّ [3]، وهُو علَى: ] 4[ إبراهيم العبيديِّ المالكيِّ الأزهريِّ [4])كان حيا 1251 ه(، وهُو علَى: ] 3[ عبدِ الرَّحمنِ بنِ حسنٍ الأُجْهُورِيِّ [5])ت 1128 ه(، وهُو علَى: ] 6[ أبِي السَّماحِ أحمد البقرِيِّ [6]) بعد [
1141 ه(، وهُو علَى: ] 1[ مُحمَّدِ بنِ قاسِمٍ البقرِيِّ [7])ت 1111 ه(، وهُو علَ: ] 8[ العلامة/ عبدِ الرَّحمنِ بنِ شِحاذة اليمنِيِّ [8])ت 1131 ه(، وهُو علَى: علي بنِ غانِمٍ المقْدِسِيِّ [9] (، وهُو على عبد الحقِّ بنِ مُحمد
السنباطِيِّ[10] )ت 251 ه(، وهُو علَى: أحمد بنِ أسدٍ الأُمْيُوطِيِّ [11])ت 812 ه(، وهُو علَى: شيخِ القراءِ، الإمامِ/ مُحمَّدِ بنِ مُحمَّدِ بنِ مُحمَّدٍ الشَّافعيِّ المعروفِ بابنِ الجزرِيِّ [12])ت 855 ه(، وهُو علَى: عبدِ الرَّحمنِ بنِ أحمد
البغْدادِيِّ [13])ت 181 ه(، وهُو علَى: مُحمَّدِ بنِ أحمد الصَّائغِ المصرِيِّ [14])ت 123 ه(، وهُو علَى: علِيِّ بنِ شُجاعٍ صِهْرِ الشَّاطِبِيِّ [15])ت 661 ه(، وهُو علَى: ] 16 [ الإمامِ/ القاسِمِ بنِ فِيره الشَّاطِبِيِّ الرعيْنِيِّ )ت 321 ه(
هو علَى: علي بنِ هُذيْلٍ البلنسي[16])ت 364 ه) ، وهُو على : سُليمان بنِ نجاحٍ الأُموِيِّ [17])ت 426 ه(، وهُو علَى: الإمامِ/أبي عمرو عثمان بن سعيد الداني [18])ت 444 مؤلف كتاب التيسير في القراءات السبع وفيه ذكر أسانيده مفصلة... ونقتصر هنا على ذكر سنده في رواية حفص (، وهُو علَى: أبِي الحسنِ طاهرِ بنِ غلْبُون
ا لحلبِيِّ ثُمَّ المصرِيِّ[19] )ت 522 ه(، وهُو علَى: أبِي الحسنِ علِيِّ بنِ مُحمَّدِ بنِ صالِحٍ الهاشِمِيِّ[20] )ت 568 ه(، وهُو علَى:أ بِي العبَّاس أحمد بنِ سهْلٍ الأُشْنانِي[21] )ت 511 ه(، وهُو علَى: أبِي مُحمَّدٍ عُبيدِ بنِ الصَّبَّاحِ النَّهْشلِيِّ[22]
)ت 253 ه(، وهُو علَى: الإمامِ/ أبِي عُمر حفْصِ بنِ سُليمان الغاضِريِّ[23] )ت 181 ه(، وهُو علَى: الإمامِ/ أ بِي بكْرٍ عاصِمِ بنِ أبِي النَّجُودِ الكُوفِيِّ [24] )ت 121 ه(، وهُو علَى: ] 26 [ أبِي عبدِ الرَّحمنِ السلمِيِّ [25])ت 14 ه(، 
وهُو علَى: أبِي السِّبطينِ/ علِيِّ بنِ أبِ طالِب الْهاشِمِيِّ [26] ، وهُوعلَى سيِّدِنا رسُولِ الله صلى الله عليه وسلم[27]

## عدد الوسائط بينه وبين النبي محمد- وبيان علوه
وبعرض هذا السند يتبين أن عدد الوسائط بين الشيخ محمد البدوي وبين النبي في رواية
حفص من الشاطبية ) 19 ( سبع وعشرون واسطة، وبينه وبين الإمام ابن الجزري في القراءات
السبع )11 ( أحد عشر واسطة، وبذلك يصبح سند الشيخ البدوي من أعلى الأسانيد في العالم
الآن فيما نعلم.
- قوة إسناد الشيخ البدوي
ومع هذا العلو فإنه أيضًا من الأسانيد القوية، لأن الشيوخ المذكورين فيه من المعروفين 
بالعلم والإتقان والحفظ والضبط.

## منهجه في الإقراء
يلتزم الشيخ البدوي منهجًا قويًّا في إقرائه للطلبة، حيث يشترط عليهم الًلتزام
بالأحكام وقوة الحفظ، كما يشترط حفظ المتون كالتحفة والجزرية والشاطبية، ويدقق في الأداء
ويسأل عن الأحكام التجويدية مع الدليل عليها، وله طريقة مميزة في عرض المعلومة، ويحب
جدًّا القراءة المرتلة العذبة الخاشعة ذات النغمة الحسنة.

## صفاته وشمائله
يعتبر شيخنا محمد البدوي من الحفاظ المتقنين، وهو مواظب على مراجعة القرآن الكريم
والمتون منذ أن قرأ على شيخه الفاضلي، وهو حافظ متقن لمتن طيبة النشر في القراءات العشر
الذي درسه في مرحلة التخصص بمعهد القراءات بدمنهور منذ ثلاثين عامًا تقريبًا.
[6]
ولعل أهم الصفات التي يتميز بها الشيخ هي التواضع والبساطة والرضا بالقليل، وكذلك
دوام النصح والإرشاد لمن حوله من الطلبة والمشرفين والزوار، وفي الشيخ انقباض إلى حدٍّ ما
وانجماع عن الناس، ولكنه إذا أحس بارتياح تجاه شخص فإنه يقبل عليه ويتودد إليه، مع
الإعراض عن الكلام فيما لً يفيد، ولً يتسرع باتخاذ قرار مهما كان بل يفكر بتؤدة وأناة، وهو
يميل إلى الرفق في عامة أموره.

## أعماله ووظائفه
•	محفظ قرآن كريم بكُتَّاب خاص به في قريته كفر السودان لمدة ثلاث سنوات.
•	مقيم شعائر بوزارة الأوقاف المصرية لمدة سبع سنوات.
•	مدرس قرآن كريم وتجويد بمدارس التحفيظ بالسعودية لمدة ثلاثة وعشرين عامًا: بمدينة الخرج (سبعة أعوام) ثم بمدينة القويعية (أربعة عشر عامًا) ثم بمدينة النَّماص (عامان).
•	محفظ قرآن كريم ببعض الجمعيات بالسعودية. 
•	إمام بمسجد الصقلي بمدينة النَّماص بمنطقة عسير بالمملكة العربية السعودية.
•	مقرئ بدورة القراءة بالسند العالي بمركز الإمام ابن الجزري بدولة الكويت في شهري فبراير ومارس 2012م.

## تلامذته
قام الشيخ بتحفيظ عدد كبير من طلبة مدارس التحفيظ وطلبة الحلقات بالسعودية وغيرهم، وأول من ختم عليه بالسند هم طلابه بدولتي الكويت ومصر وهم:
خالد جاسم العيناتي، داود عبد الوهاب العسعوسي، زكريا علي الفيلكاوي، وليد فضيل الفضلي، محمد سياف السند، ضاري سامي البناي، يوسف ناصر البحوة، محمد حسن نجاح المصري (مرافق الشيخ)
، فهد عيد الحضيري، عمر سلمان السعيد، فهد سعود العنزي، خالد فالح السبيعي، سعد عبد الله محمد الكندري، محمد عيسى الخالدي، بدر أحمد العلي، سلوى سعد البعيجان، كوثر عبد الله الذيب، خولة عبد الله فهد السبيعي، خديجة حمد مرزوق الشطي، هناء سعود المير، محمد يحيي محمد محمدمالك، إبراهيم حامد إبراهيم، محمد خالد الهندي، عائشة الصفي، مصطفى لطفي أبو رية، مصطفى صابر محمد محمد، أحمد محمد عبد الله، دلال العودة، بكري زيد صديق، حمد عبد الله حمد الخالدي